# Sint-Joriskerk (Amersfoort)
De Sint-Joriskerk is een driebeukige hallenkerk in de Utrechtse stad Amersfoort, gelegen aan de Hof. De kerk is eigendom van de Protestantse Gemeente Amersfoort, deel van de Protestantse Kerk in Nederland. De kerk is open voor bezichtiging van medio mei tot oktober en wordt verhuurd voor evenementen op het raakvlak van cultuur, maatschappij en levensbeschouwing. Op zondag wordt de kerk gebruikt door de Hervormde Wijkgemeente Sint Joriskerk van de Protestantse Gemeente Amersfoort. Deze wijkgemeente rekent zich tot de stroming van de Gereformeerde Bond.

## Geschiedenis
In 1248 werd een parochiekerk gebouwd in de toen opbloeiende plaats Amersfoort. Ze kwam op de plek van een kapel die naar wordt aangenomen ook al aan Sint Joris was gewijd. Naast een gedeelte van de onderkant van de huidige toren is er van deze parochiekerk niets over. In 1337 werd de kerk tot kapittelkerk verheven. In de 15e eeuw werd het kerkgebouw verbouwd tot een hallenkerk, waardoor de kerktoren door de zuidbeuk werd omsloten. In 1534 kreeg de kerk de huidige vorm als driebeukige hallenkerk. In 1579 kwam het gebouw in protestantse handen.
Tussen 1962 en 1969 werd het kerkgebouw zowel van binnen als van buiten grondig gerestaureerd. Ook in 2009-2011 vond een restauratie plaats, onder leiding van Van Hoogevest Architecten. Hierbij is ook een moderne nieuwe inbouw in de kerk ontworpen.

## Inventaris
Een belangrijk stuk in de kerk is het zandstenen, gotisch doksaal uit ca. 1480, dat in 1845 enige schade opliep doordat er een orgel op werd geplaatst. Uniek is de chirurgijnskamer boven de voorportaal, de enige in Nederland die zich in een kerk bevindt. Oorspronkelijk diende deze als kapel, maar na de reformatie werd het een examenkamertje voor de chirurgijnen. Tot 1783, het jaar waarop het gilde voor chirurgijnen werd opgeheven, werden hier examens afgenomen en proeven uitgevoerd. Daarna heeft het gediend als kamer voor de torenwachter en tijdens de laatste restauratie is dit kamertje in oude luister hersteld. Dit kamertje kan worden bezichtigd, alsmede de voorwerpen die de chirurgen gebruikten tijdens hun examen.
In het kerkgebouw bevinden zich meerdere versieringen, ornamenten en muurschilderingen uit de Middeleeuwen. Tijdens de reformatie werden deze overgeschilderd, en bij een restauratie in de jaren 1960 weer aangetroffen. Aan de buitenzijde van de kerk bevindt zich een 16de-eeuwse schildering. Het hoofdorgel dat in 1845 op het doksaal werd geplaatst was van de hand van Carl Friedrich August Naber en is het grootste nog bestaande orgel van zijn hand. Bij de bouw van het orgel is gebruikgemaakt van pijpwerk van het oudere orgel uit 1638, waarvoor weer gebruik was gemaakt van het orgel uit 1551. Het orgel is later verplaatst naar een plaats onder de toren. Naast dit hoofdorgel bevinden zich in de kerk nog twee andere orgels. Ook huisvest de kerk een grafmonument voor de in 1657 in Amersfoort gestorven bouwmeester Jacob van Campen. In 1673 kreeg het Mariabeeldje van het Mirakel van Amersfoort een plaats in de Sint-Joriskerk. In 1693 verhuisde dit naar de schuilkerk op 't Zand die later werd vervangen door nieuwbouw, de Oud-Katholieke kerk Sint Joris op 't Zand.

## Wapen
Van het kapittel van de Sint Joriskerk is een wapen bekend. Het werd op op 20 februari 1816 toegekend door de Hoge Raad van Adel, de beschrijving luidt: "in goud St. Joris, staande op een draak tussen twee bomen van natuurlijke kleur. In zijn rechterhand een speer houdende, in zijn linkerhand een schild van zilver, beladen met een rood kruis." Het zegel was gelijk het wapen, met als randschrift: "SIGILLUM - CAPITULI - ECCLISIE - AMERSFURTENSIS".

## Afbeeldingen

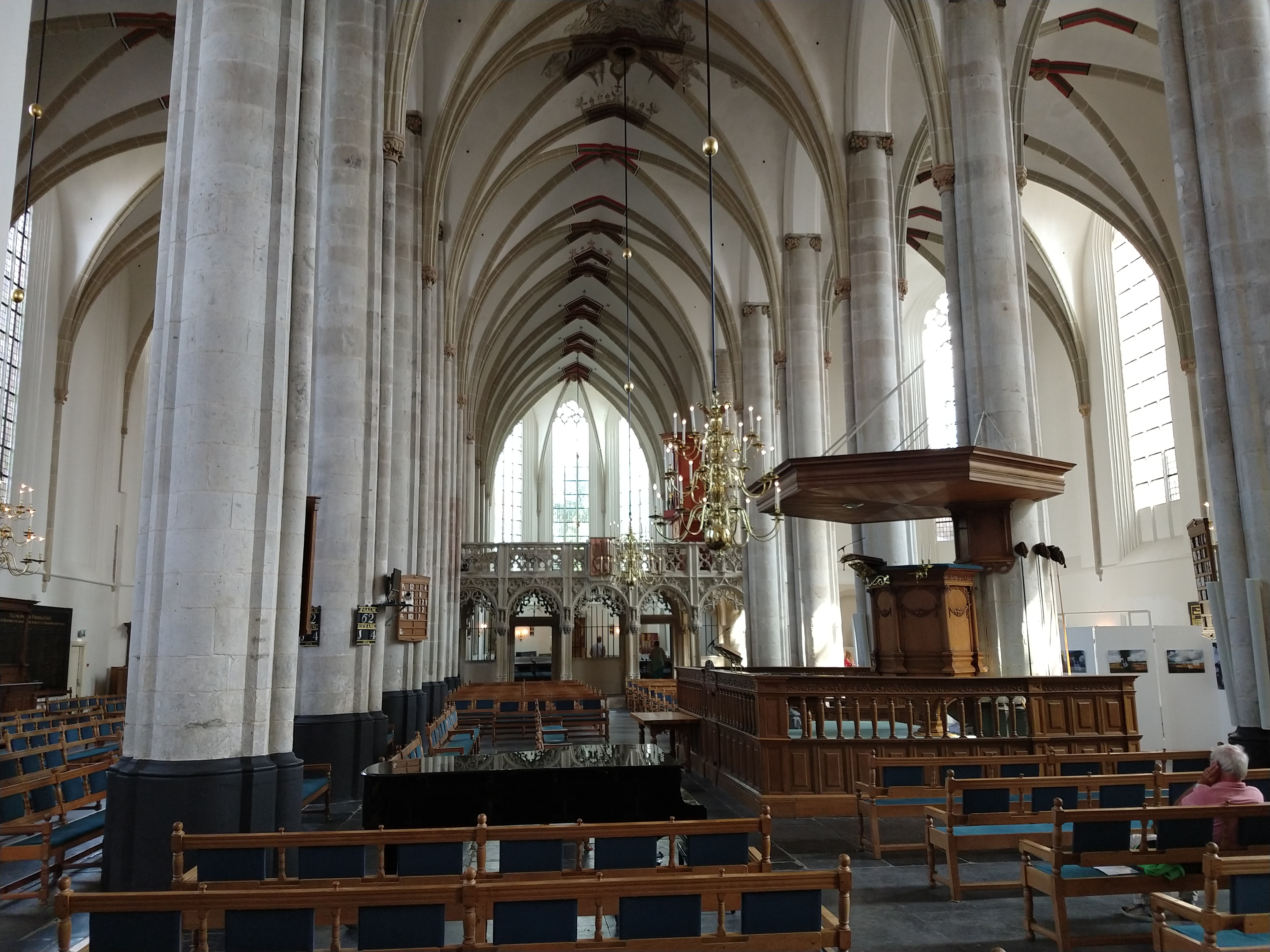
Het interieur (schip)
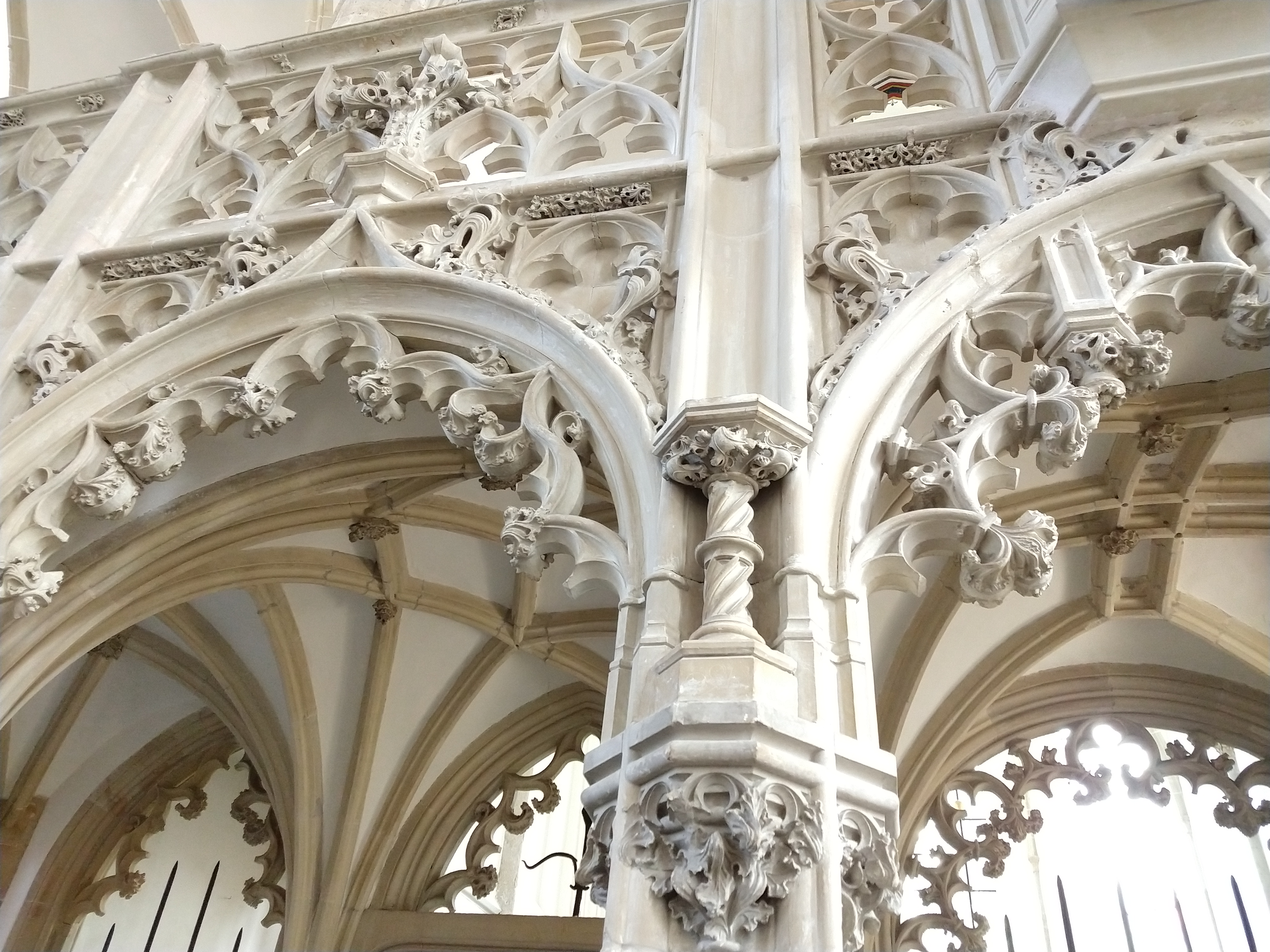
Detail van het doksaal
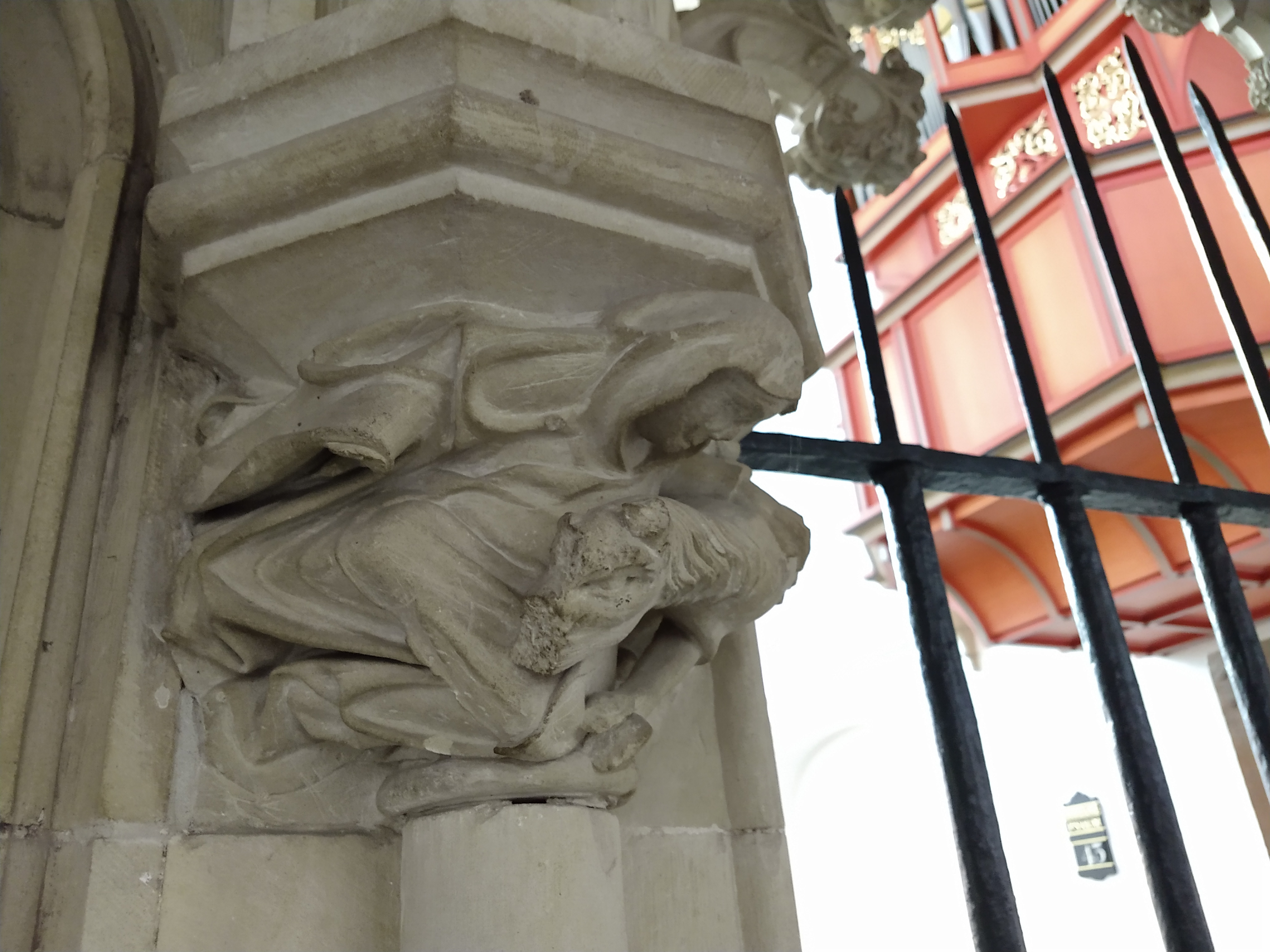
Een kapiteel van het doksaal
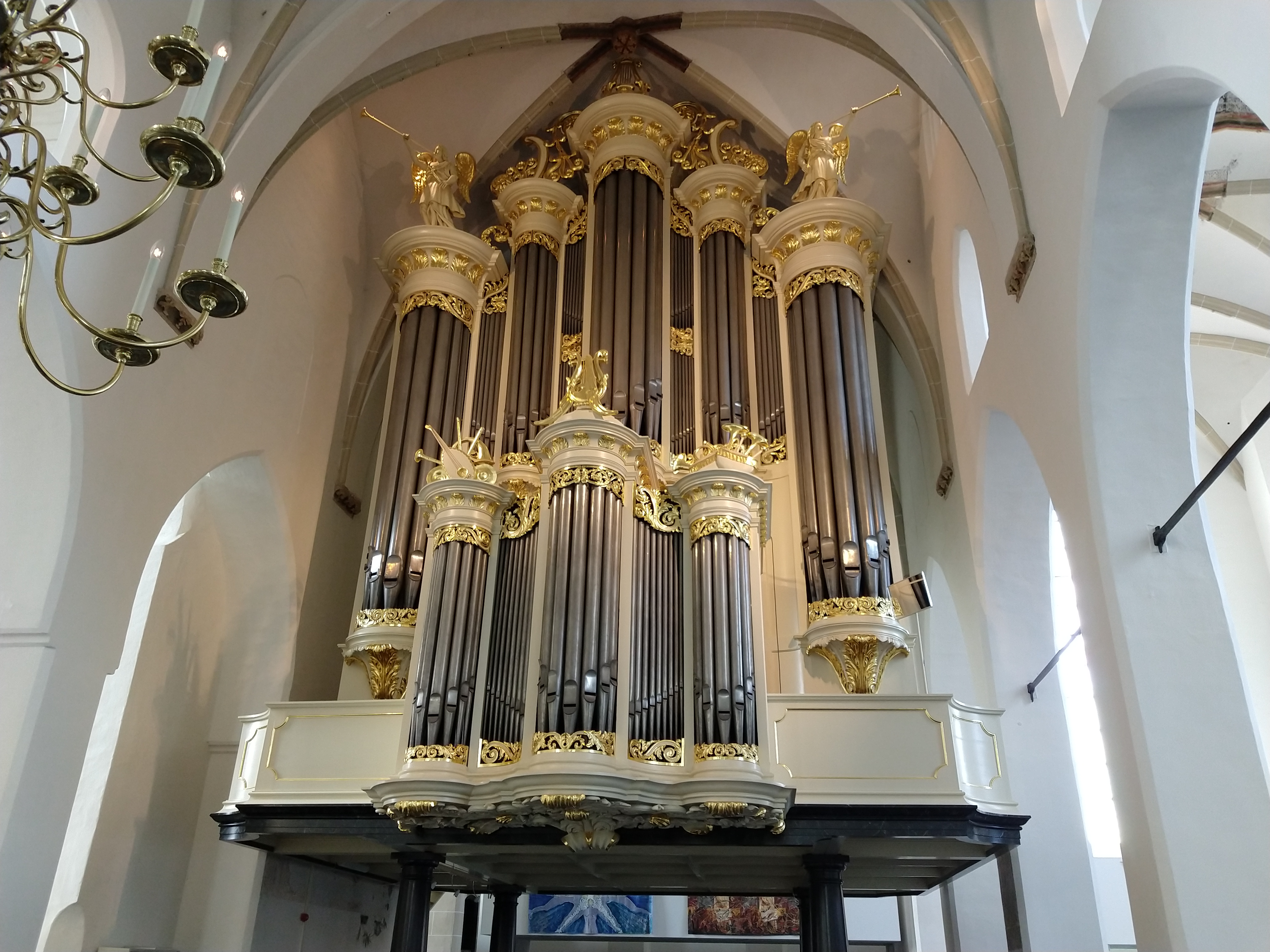
Het hoofdorgel

Lijst van kerkgebouwen in Amersfoort
- Library of Congress Control Number: no2013051717
- Rijksmonument: 7882
- Virtual International Authority File: 236143720